# Antonella Ragno-Lonzi
Antonella Ragno-Lonzi (* 6. Juni 1940 in Mestre, Venedig) ist eine ehemalige italienische Florett-Fechterin, die 1972 Olympiasiegerin wurde. Antonella Ragno ist die Tochter des Fecht-Olympiasiegers Saverio Ragno. Sie heiratete später den Wasserball-Olympiasieger Gianni Lonzi.
Bei den Olympischen Spielen 1960 in Rom wurde erstmals ein Mannschaftswettbewerb für die Florettfechterinnen ausgetragen. Die italienische Mannschaft mit Irene Camber, Velleda Cesari, Bruna Colombetti, Claudia Pasini und Antonella Ragno gewann die Bronzemedaille hinter den Mannschaften aus der Sowjetunion und aus Ungarn. Ebenfalls Bronze für die italienischen Damen gab es bei den Fechtweltmeisterschaften 1962, 1963 und 1965. Dazwischen gewann Ragno bei den Olympischen Spielen 1964 in Tokio Bronze in der Einzelwertung; die italienische Mannschaft belegte 1964 den vierten Platz.
Bei der Weltmeisterschaft 1967 erreichte Antonella Ragno das Finale in der Einzelkonkurrenz und gewann die Silbermedaille hinter Alexandra Sabelina aus der Sowjetunion. Bei den Olympischen Spielen 1968 in Mexiko-Stadt belegte sie Platz 6 mit der italienischen Mannschaft. Vier Jahre später erreichte die Mannschaft 1972 in München den vierten Platz. In der Einzelwertung gewann sie die Goldmedaille zwanzig Jahre nach dem Olympiasieg ihrer Trainerin Irene Camber.
Bei italienischen Meisterschaften gewann Antonella Ragno-Lonzi insgesamt neun Titel, nur Valentina Vezzali erreichte vier Titel mehr.